# Lars Christensen
Lars Christensen (Vestfold, 6 aprile 1884 – New York, 10 dicembre 1964) è stato un armatore e filantropo norvegese con un vivo interesse per l'esplorazione dell'Antartide.

## Biografia
Lars Christensen nasce in una famiglia benestante ereditando la flotta di baleniere da suo padre, Christen Christensen. Dopo aver completato la scuola media nel 1899, ricevette una formazione in Germania e a Newcastle, seguita da una scuola professionale a Kristiania (l'odierna Oslo). Iniziò la sua carriera come armatore nel 1906 e iniziò nel settore della caccia alla balena nel 1909 dirigendo diverse società, tra cui Framnæs Mekaniske Værksted, AS Thor Dahl, AS Odd, AS Ørnen, AS Thorsholm e Bryde og Dahls Hvalfangstselskap.
Christensen fu console danese a Sandejord dal 1909. Nel 1910 sposò Ingrid Dahl (1891–1976), figlia del commerciante e armatore Thor Dahl (1862–1920). In seguito avrebbe assunto il controllo di gran parte delle vaste attività di suo padre e di suo suocero dopo la loro morte negli anni '20.
L'Endurance, la nave diventata famosa dopo la fallita spedizione Imperiale Trans-Antartica di Sir Ernest Shackleton del 1914, fu originariamente costruita per Christensen che intendeva usarla per crociere di caccia agli orsi polari nell'Artide. Quando capì che ciò non era fattibile, Christensen vendette la nave a Shackleton.
Christensen aveva un profondo interesse per l'Antartide e la sua vita animale. Era particolarmente interessato a fare scoperte geografiche e diede ai suoi capitani ampia libertà per farlo. Finanziò diverse spedizioni specificamente dedicate all'esplorazione del continente antartico e delle sue acque e partecipò personalmente ad alcune di queste portando con sé anche sua moglie Ingrid nella spedizione del 1936-1937. Fu tra i primi a utilizzare il rilevamento aereo con idrovolanti per mappare la costa dell'Antartide orientale, che completò dal Mare di Weddell alla piattaforma di ghiaccio Shackleton, concentrandosi su Bouvetøya e sulla regione compresa tra la Terra di Enderby e la Terra di Coats. Dall'idrovolante portato nella spedizione del 1936-1937, i membri scattarono 2.200 fotografie aeree oblique, coprendo  una superficie di 16.200 km quadrati. La signora Christensen divenne la prima donna a sorvolare il continente.
Il 1º dicembre 1927, come capo di una delle spedizioni da lui finanziate, sbarcò e rivendicò l'isola Bouvet (Bouvetøya) per la Norvegia; era stata precedentemente rivendicata dalla Gran Bretagna, ma gli inglesi presto abbandonarono le loro rivendicazioni e riconobbero l'isola come norvegese .
Nelle spedizioni da lui finanziate tra il 1927 e il 1937 gli uomini di Christensen scoprirono ed esplorarono nuove e consistenti terre sulle coste della Terra della Regina Maud e della Terra di Mac. Robertson. I luoghi in Antartide che prendono il nome da Christensen includono il Picco di Lars Christensen, la costa di Lars Christensen e la Terra di Lars Christensen, conosciuta anche come Terra di Mac. Robertson, dove operava la stazione russa Soyuz, ora chiusa. Inoltre la costa di Ingrid Christensen prende il nome dalla moglie di Christensen, una delle prime donne a visitare l'Antartide.
Durante la seconda guerra mondiale, Christensen fu consigliere finanziario presso l'ambasciata reale norvegese a Washington e membro del Nortraship Council. Dopo la guerra, il gruppo Thor Dahl, sotto la guida di Christensen, riacquistò la sua posizione di leader nel settore. L'attività acquisì anche un numero crescente di altre compagnie di navigazione, sia navi cisterna che navi di linea.

## Filantropia
Insieme a Otto Sverdrup e Oscar Wisting, Christensen diede vita ad una spedizione per recuperare una famosa nave, la Fram. Nel 1935 il veliero venne portata nel museo dove attualmente si trova: il Museo Fram di Oslo.

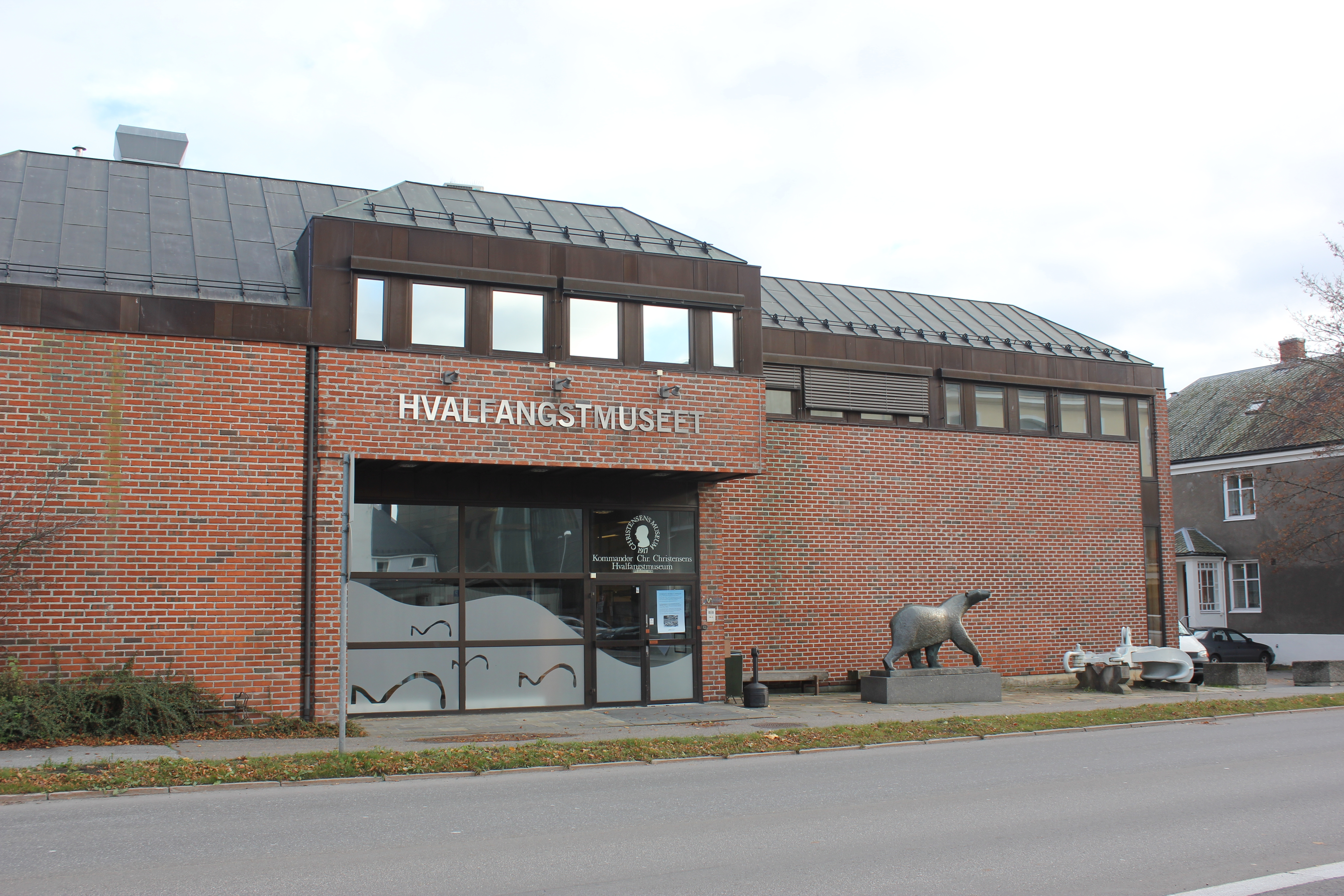
Il museo della caccia alla balena

Il Sandefjord Whaling Museum di Sandefjord (in norvegese Hvalfangstmuseet i Sandefjord) fu donato alla città nel 1917. Questo fu uno dei primi edifici museali interamente dedicati della Norvegia. Nei suoi viaggi, Christensen raccolse un volume considerevole di letteratura, inclusa molta sul tema della caccia alle balene; i suoi interessi includevano la ricerca oltre al semplice sostegno all'industria. Questo materiale venne donato alla biblioteca del Museo Sandejord negli anni '20 e '30. Christensen fornì anche fondi per l'ulteriore espansione della biblioteca del Whaling Museum che fu supervisionata dal broker marittimo, autore e consulente Bjarne Aagaard (1873-1956), la cui vasta collezione di libri costituì anche un'importante aggiunta alla biblioteca.

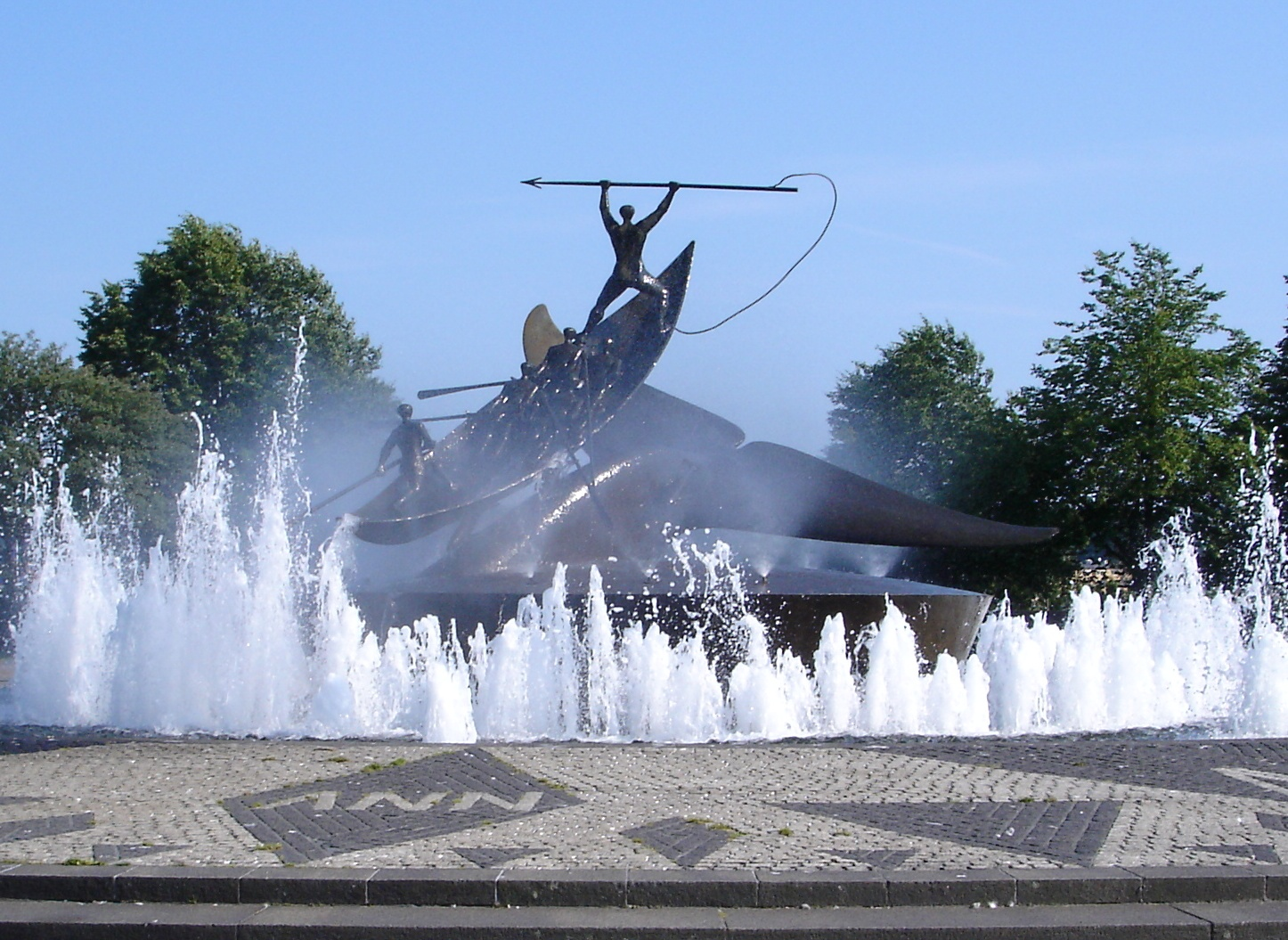
Il monumento alla caccia alla balena

Il Monumento alla caccia alla balena (in norvegese Hvalfangstmonumentet) fu inaugurato per nel 1960. La statua commemorativa in bronzo creata dallo scultore norvegese Knut Steen si trova nei pressi del porto di Sandefjord. I costi di progettazione e di costruzione furono sostenuti da Lars Christensen.

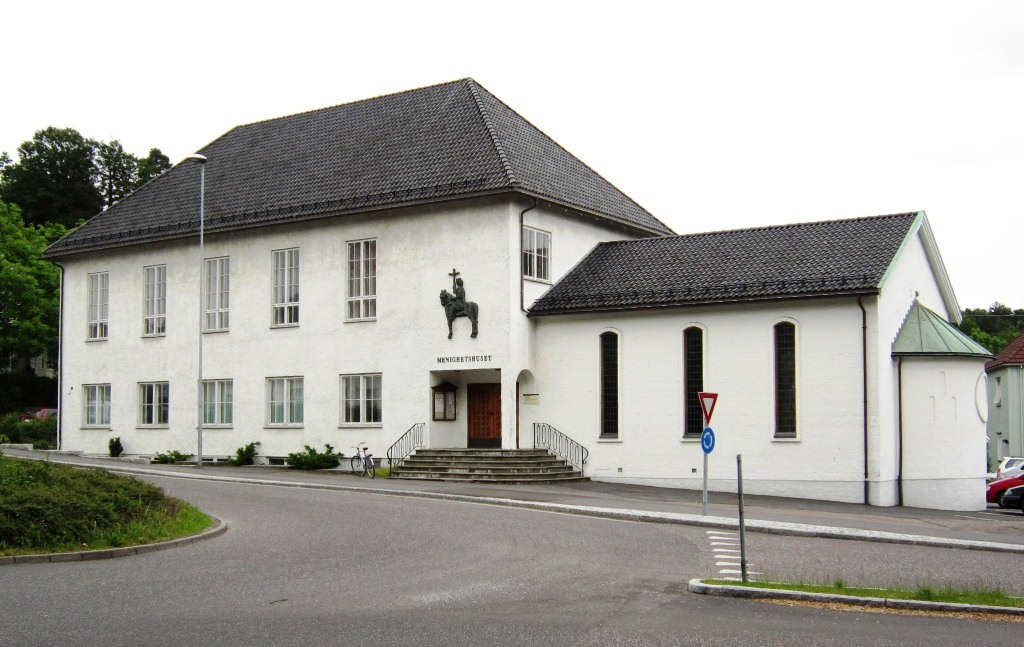
La Cappella Olaf

Nel 1962 Christensen finanziò la costruzione della Cappella Olav (in norvegese Olavskapellet) a Sandefjord. All'esterno dell'edificio si trova un rilievo di Sant'Olav dello scultore Ragnhild Butenschøn. La cornice attorno alla porta d'ingresso mostra motivi biblici disegnati dal finlandese Henrik Bodvin mentre l'immagine dell'altare è stata dipinta da Hugo Lous Mohr.

## Titoli
Christensen ricevette un dottorato onorario al St. Olaf College. Fu membro della Società reale norvegese di lettere e scienze dove venne insignito della  medaglia Gunnerus, nonché membro onorario dell'Accademia norvegese di scienze e lettere. Fu membro onorario della Norwegian Geographic Society e della Royal Norwegian Science Society di Trondheim e nel 1935 fu insignito della medaglia del centenario di David Livingstone dell'American Geographical Society.